# Popowo (gmina Lipno)
Popowo – wieś w Polsce położona w województwie kujawsko-pomorskim, w powiecie lipnowskim, w gminie Lipno.

## Podział administracyjny
W latach 1975–1998 miejscowość należała administracyjnie do województwa włocławskiego.

## Demografia
Według Narodowego Spisu Powszechnego (III 2011 r.) wieś liczyła 415 mieszkańców. Jest dziewiątą co do wielkości miejscowością gminy Lipno.

## Historia
Pojawia się w wykazie wsi parafii Chełmica Duża w XVIII wieku.